# Galiciana
Galiciana é a biblioteca digital da Galiza. Sua gestão corre a cargo da Biblioteca de Galiza e tem como missão difundir e preservar o património documentário e bibliográfico galego. Está impulsionada pela Conselheria de Cultura, Educação e Classificação Universitária da Junta da Galiza e a Fundação Cidade da Cultura de Galiza.

## História
O CSBG (Centro Superior Bibliográfico de Galiza), que posteriormente passará a ser a Biblioteca da Galiza, começa seus trabalhos no ano 1986. Cria-se de forma oficial no ano 1989 e cumpre as funções de Biblioteca Nacional a nível autonómico. Seu projeto de digitalização inicia-se no ano 1997, com a dupla finalidade de salvaguardar materiais únicos e facilitar sua difusão e o acesso aos mesmos. A partir do ano 1999 fez-se possível o acesso a seu banco de dados através de Internet. Em outubro de 2008 desenvolve-se a nova versão da plataforma, e assim nasce Galiciana, um repositório OAI cujos metadados possam ser colectados por Hispana e agregados a Europeana Oaister e ROAR.

## Objectivos
A criação e objetivos da Biblioteca Digital de Galiza estão estreitamente relacionados com as circunstâncias específicas de criação do CSBG:
- Não contar com fundo histórico
- Não dispor de um espaço físico adequado para o armazenamento e custodia do depósito legal
- A existência de coleções de grande valor dispersas geograficamente por todo o território galego e a impossibilidade das reunir a todas num mesmo lugar.

Por tudo isto se decide de digitalizar os fundos dispersos pela comunidade galega e criar uma biblioteca digital cujas funções serão dar a máxima visibilidade dos recursos digitais integrados nela e cumprir os regulares para que a interoperabilidade com os principais projetos de digitalização existentes seja possível.

## Descrição
A biblioteca digital de Galiza oferece, além da referência bibliográfica dos impressos a possibilidade de aceder a documentos digitalizados de grande parte do Património Bibliográfico Galego ou de interesse para Galiza
Esta digitalização cumpre o aplicativo das últimas diretrizes e normas nacionais e internacionais com o fim de normalizar o acesso.

## Conteúdo
- Fundos próprios da Biblioteca de Galiza
- Obras digitalizadas em colaboração com as principais bibliotecas patrimoniais galegas como a Universidade de Santiago de Compostela, o Museu do Povo Galego, a Fundação Penzol de Vigo, e a Real Academia Galega.
- Fundos digitalizados procedentes das bibliotecas do Seminário de Mondoñedo e da de Estudos Locais da Corunha.